# Lindy Boggs
Marie Corinne Morrison Claiborne Boggs, meglio nota come Lindy Boggs (New Roads, 13 marzo 1916 – Chevy Chase, 27 luglio 2013), è stata una politica e diplomatica statunitense, membro della Camera dei rappresentanti per lo stato della Louisiana dal 1973 al 1991 ed ambasciatrice presso la Santa Sede durante la seconda amministrazione Clinton.

## Biografia
Nata e cresciuta in Louisiana, la Boggs sposò nel 1938 il politico democratico Hale Boggs. Hale e Lindy ebbero tre figli: Barbara (in seguito sindaco di Princeton, morta di tumore nel 1990), Thomas Hale (avvocato e fondatore di uno studio legale) e Cokie (giornalista e scrittrice, vincitrice di un Premio Emmy).
Alla fine del 1972 Hale morì in un incidente aereo. La famiglia rivelò la notizia solo il 3 gennaio 1973 e così il Congresso dovette indire un'elezione speciale per decretare il suo successore alla Camera dei rappresentanti. Lindy annunciò la sua intenzione di candidarsi per occupare il seggio del marito e alla fine vinse le elezioni.
La Boggs riscosse molto successo fra gli elettori e fu riconfermata per altri otto mandati. Nel 1990 decise di non cercare la rielezione e si ritirò a vita privata.
Nel 1997 tuttavia accettò l'incarico propostole dal presidente Clinton, ovvero quello di ambasciatore statunitense presso la Santa Sede. La Boggs restò al Vaticano fino al 2001.
Da quel momento la Boggs si ritirò dalla politica attiva e tornò a vivere in Louisiana, a New Orleans.
Il nome della signora Boggs è legato ad un primato nella storia della Louisiana: infatti fu la prima donna ad essere eletta alla Camera dei rappresentanti da questo stato.